# 銀行透支
銀行透支（英語：Bank overdraft）金融機構（銀行或信用合作社）放款授信的一種。透支意超額支出，使用在「存款」上，表明客戶使用超過其存款的款項。
金融機構經授信流程，授予使用額度，允許客戶於存款不足以支付款項時，由金融機構在使用額度內墊付不足部分。金融機構就墊付部分視為貸款，並可能給予免息期。存款戶需就超過免息期未償還之貸款支付利息，並得隨時清償。
透支為依附存款的放款，具有「用多少，借多少；隨借隨還」的特性。甚至可能給予免息期，於免息期間無須負擔利息，便於客戶短期資金調度。但超過免息期，則具有較高的利率。
透支所產生的未償還之利息，在授信額度內，會視為新增的動用金額，形成為一種複利。

## 透支產品
支存透支：早期透支只有支票存款帳戶有此功能，故在台灣的銀行業說開立透支帳戶，一般專指開立支票存款帳戶並給予透支功能。免息期通常只有支存透支才有。
現金卡：現金卡業務，係指銀行及信用合作社提供一定金額之信用額度，僅供持卡人憑金融機構本身所核發之卡片於自動化服務設備或以其他方式借領現金，且於額度內循環動用之無擔保授信業務。這是一種類似信用卡預借現金功能的產品，但與信用卡公司完全沒有關係，所以不具有刷卡功能。不過，由於其為無擔保授信業務，所以，可以說現金卡是一種「信用」卡片，但不是信用卡。通常沒有免息期，只要有動支，縱使是動用當日還款也是要計息。當日多筆進出，以當日日中最低帳戶餘額（負餘額）為計息基礎。
循環帳戶：這多屬於有擔保的授信業務。將貸款可動用額度與存款帳戶聯結，使存款帳戶在額度內可隨借隨還。
- 這可動用額度有二種定義，三種組合。造成此區別的原因，主要在於利率的不同。正常情況下，循環動用的利率較高。

1. 將貸款的授信額度全部或部分設為循環動用帳戶。如房屋貸款可貸一千萬，實際貸八百萬，用剩餘二百萬設為循環動用帳戶。
2. 將定期還款貸款的還款本金金額（不含繳付的利息）全部或一定比例，設為可動用額度。這有可能設置還款動用條件，規定還款須累積達特定金額之後，其之後的還款才可依比例撥入可動用額度。
3. 前二者的混合。如房屋貸款可貸一千萬，實際貸八百萬，用剩餘二百萬設為循環動用帳戶，並且每月繳付的本金依合約條件轉為增加可動用額度。

## 餘額欄位爭議
早期台灣自動櫃員機（ATM）只有顯示「餘額」的欄位，現金卡出現後，餘額位置顯示的是帳戶餘額加上信用額度，致使客戶誤以為還有存款，不小心動用到現金卡的透支功能，產生利息支出。因而修增定義「可用餘額」欄位（代表帳戶餘額加上信用額度）以及「帳戶餘額」欄位。